# Paizo Publishing
Paizo Publishing ist ein amerikanischer Spieleverlag für Pen-&-Paper-Rollenspiele in Redmond, Washington. Der Verlag wurde 2002 von Lisa Stevens gegründet und konzentriert sich auf Regelwerke, Spielhilfen und Abenteuer für das weltweit älteste Fantasy-Rollenspiel Dungeons & Dragons sowie die beiden von Paizo entwickelten Spin-off-Systeme Pathfinder und Starfinder.

## Verlagsgeschichte
Der Verlag Paizo Publishing wurde 2002 gegründet und publizierte anfänglich bis 2007 die von TSR gegründeten Rollenspielzeitschriften Dragon und Dungeon, die von dem Verlag Wizards of the Coast als offiziellem Rechteinhaber der Dungeons & Dragons-Serie lizenziert wurden. Der Verleger Erik Mona war Chefredakteur von Dragon und der ehemalige Chefredakteur von Dungeon war James Jacobs, der heute Creative Director des Verlags ist und seit 2007 die Pathfinder-Begleitmaterialien betreut. Der Name des Unternehmens ist von dem griechischen Wort παίζω Paizō abgeleitet, was ‚ich spiele‘ oder ‚spielen‘ bedeutet.
Im Jahr 2008 brachte Paizo das Pathfinder Roleplaying Game auf den Markt, das auf Dungeons & Dragons 3.5 aufbaut und das unter Open Game License veröffentlichte d20-System nutzt. Pathfinder entwickelte sich zu einem der wichtigsten Fantasy-Rollenspielsysteme neben Dungeons & Dragons und stellt bis heute die Hauptlinie des Verlages dar. 2013 erschien mit dem Pathfinder Adventure Card Game: Rise of the Runelords eine Kartenspielumsetzung von Pathfinder, die auch auf Deutsch als Pathfinder Abenteuerkartenspiel – Das Erwachen der Runenherrscher bei Ulisses Spiele veröffentlicht wurde.
Bereits 2012 startete Paizo mit dem spin-off-Unternehmen Goblinworks eine kickstarter-Kampagne, um eine Umsetzung von Pathfinder als Massively Multiplayer Online Role-Playing Game (MMORPG) zu realisieren. Die Kampagne wurde von fast 9000 Unterstützern finanziert, die zusammen fast 1,1 Millionen US$ zur Verfügung stellten.
Im Jahr 2014 änderte das Unternehmen seinen Namen in Paizo Inc. Im Mai 2016 kündigte Paizo mit Starfinder ein neues Science-Fiction-Rollenspiel an, das am 17. November veröffentlicht wurde.

## Auszeichnungen

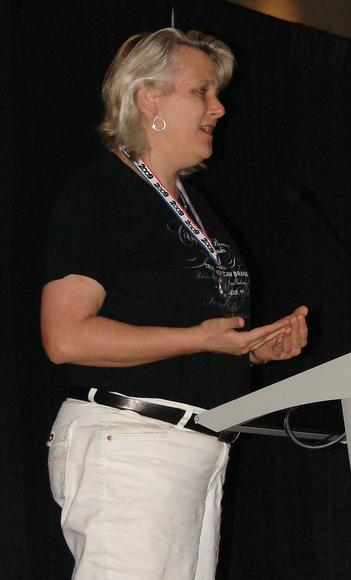
Lisa Stevens bei den ENnie Awards 2009

Seit der Gründung des Verlags wurden zahlreiche Regelwerke mit Preisen der Rollenspielszene ausgezeichnet. So erhielten Regelwerke des Pathfinder-System seit dem Erscheinen sowohl mehrere Origin Awards wie auch ENnie Awards Bereits 2003 erhielt Paizo Publishing einen Origin Award für die Zeitschrift Dragon
Im Jahr 2014 wurde Paizo Games für den Diana Jones Award nominiert, wobei vor allem die Entwicklung von Pathfinder in den Vordergrund gestellt wurde. Im gleichen Jahr wurde LisaStevens in die Hall of Fame der Origin Awards aufgenommen.
2018 erhielt das Starfinder-Rollenspielsystem einen Origin Award als Fan Favorite Best Roleplaying Game.

## Belege
1. ↑  Pathfinder Abenteuerkartenspiel – Rezension auf boardgamejunkies.de, 28. April 2016; abgerufen am 12. Februar 2019.
2. ↑  Pathfinder Online: A Fantasy Sandbox MMO, Kampagne auf kickstarter.com, 28. April 2016; abgerufen am 12. Februar 2019.
3. ↑  Starfinder - SciFi-Pathfinder-Variante kommt, Ankündigung bei Ulisses Spiele, 30. Mai 2016;abgerufen am 12. Februar 2019.
4. ↑  Holger Christiansen: Rezension: Starfinder – Pathfinder in Space oder doch etwas Eigenständiges? Rezension auf teilzeithelden.de; abgerufen am 12. Februar 2019.
5. ↑  ENnie Awards im pathfinder-Wiki; Zusammenstellung aller an Paizo und Pathfinder verliehenen ENnie Awards bis 2016; abgerufen am 13. Februar 2019.
6. ↑  Origins Award Winners for 2003 and Hall of Fame Inductees auf gamingreport.com, 25. Juni 2004; abgerufen am 13. Februar 2019.
7. ↑  The 2014 Award auf der Website des Diana Jones Award; abgerufen am 13. Februar 2019.
8. ↑  Hall of Fame der Origin Awards; abgerufen am 13. Februar 2019.
9. ↑  Starfinder Wins Origins Award! auf paizo.com, 19. Juni 2018; abgerufen am 13. Februar 2019.